# Jože Koželj
Jože Koželj, slovenski arhitekt, * 25. marec 1931, Metlika, † 1. julij 1994, Ljubljana.
Dr. Koželj je diplomiral 1958 na Fakulteti za arhitekturo v Ljubljani in doktoriral 1977 v Skopju. Sodeloval je v arhitekturnem biroju H. Schmidta na Dunaju in v projektni skupini Eda Ravnikarja za izgradnjo Trga revolucije v Ljubljani. Od leta 1960 je delal na Fakulteti za arhitekturo v Ljubljani, od 1978 kot izredni in od 1984 kot redni profesor. Leta 1989 je postal dekan omenjene fakultete. Dr. Koželj je dobitnik zlate plakete ljubljanske univerze.